# Evangelical Covenant Church
Evangelical Covenant Church är ett kristet samfund i USA, systerkyrka till Svenska Missionskyrkan. Det uppstod ur väckelserörelsen på 1860-talet och de så kallade Missionsvännerna vilka verkade i Amerikas svenskbygder.
Samfundet är medlem i Internationella federationen av fria evangeliska kyrkor.